# Zoran Đinđić
Zoran Ðinđić (latinizado: Zoran Djindjic, y en serbio cirílico: Зоран Ђинђић; Bosanski Šamac, 1 de agosto de 1952-Belgrado, 12 de marzo de 2003) fue primer ministro de Serbia, asesinado cuando ocupaba este cargo. Está considerado el principal artífice de la caída del poder de Slobodan Milošević y uno de los precursores de la aproximación de Serbia a las democracias occidentales. Fue alcalde de Belgrado en 1997, y político opositor desde hace mucho tiempo y doctor en filosofía.
Đinđić fue uno de los trece restauradores originales del Partido Demócrata moderno, convirtiéndose en su presidente en 1994. Durante la década de 1990, fue uno de los colíderes de la oposición a la administración de Slobodan Milošević, y se convirtió en el primer ministro de Serbia en 2001 después del derrocamiento del propio Milošević. Como primer ministro, abogó por reformas prodemocráticas y la integración de Serbia en las estructuras europeas. Fue asesinado en 2003 por Zvezdan Jovanović, un ex operativo de las Fuerzas Especiales vinculado al Clan Zemun.

## Biografía
Djindjic nació en Bosanski Šamac, Yugoslavia (actualmente Bosnia y Herzegovina). Era hijo de un oficial del Ejército Popular Yugoslavo, y desde muy pequeño se trasladó con su familia a Belgrado, donde fue destinado su padre. Comenzó a interesarse por la política siendo estudiante de la Escuela de Filosofía de la Universidad de Belgrado, mostrando ya su oposición al régimen del mariscal Tito. Considerado socialista reformista, Djindjic fue encarcelado durante varios meses después de haber intentado establecer, junto con otros estudiantes croatas y eslovenos, una organización estudiantil no comunista. Después de salir de prisión, se exilió a Alemania, donde continuó sus estudios con Jürgen Habermas en Fráncfort del Meno. En 1979 obtuvo un doctorado en filosofía por la Universidad de Constanza.

## Trayectoria
En 1989, Djindjic regresó a Yugoslavia, donde, junto con otros intelectuales, escritores y profesores serbios, fundó el 11 de diciembre el Partido Democrático, que no fue reconocido oficialmente hasta el 22 de julio de 1990, en que se autorizó el pluripartidismo. Salió elegido para el Parlamento serbio en las elecciones de diciembre de ese mismo año. Fue nombrado jefe del partido el 29 de enero de 1994, en una época en la que inició su relación con el líder de los serbios de Bosnia, Radovan Karadzic, con quien mantuvo varias reuniones. Candidato a la alcaldía de Belgrado en las elecciones municipales de noviembre de 1996, después de una intensa serie de protestas públicas contra la manipulación de las elecciones por parte del presidente Slobodan Milošević, Djindjic fue declarado vencedor, siendo el primer alcalde no comunista de la capital desde la Segunda Guerra Mundial, pero las luchas internas dentro del partido precipitaron su salida del cargo en septiembre de 1997.

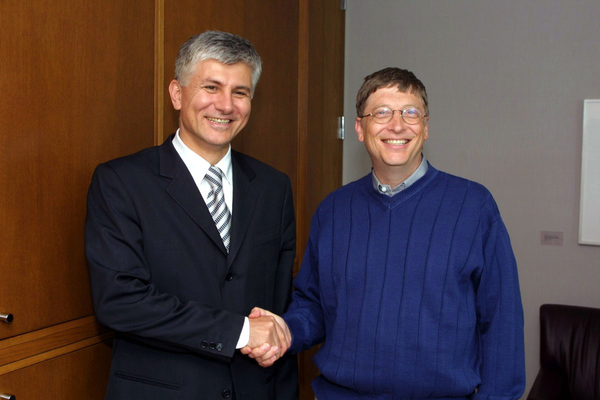
Djindjic junto a Bill Gates.

La grave crisis de Kosovo de 1999, y la dura represión con que respondió el gobierno federal, que provocó el bombardeo de la OTAN sobre Yugoslavia, fue aprovechada oportunamente por Djindjic para comenzar su campaña de derribo del régimen de Milosevic, que incluyó movilizaciones populares y conversaciones con gobiernos occidentales. El 10 de enero de 2000 reunió a los representantes de 18 partidos de oposición que se aliaron formando la Oposición Democrática de Serbia (DOS), de la que sería candidato Vojislav Kostunica. Tras las elecciones presidenciales del 24 de septiembre, el DOS se apresuró a informar que habían resultado vencedores, pero Milosevic no quiso reconocer la derrota y se aferró al poder, lo que provocó una gran movilización general, huelga general y desobediencia civil. En las elecciones legislativas del 23 de diciembre el DOS consiguió una amplia victoria, y Djindjic fue nombrado primer ministro de Serbia el 25 de enero de 2001, convirtiéndose en el primer Jefe de Gobierno serbio no comunista desde la II Guerra Mundial.
El 5 de abril, el Tribunal Penal Internacional para la ex Yugoslavia (TPIY) cursó al nuevo gobierno serbio la petición de la extradición de Milosevic para su procesamiento en La Haya por los cargos de crímenes de guerra, crímenes contra la humanidad y genocidio. Tras duras presiones internacionales, Djindjic accedió a la entrega del expresidente, lo que provocó un grave conflicto con Kostunica, que no compartía la decisión, y la definitiva ruptura entre ambos, que desencadenó una grave crisis dentro del partido y del propio gobierno serbios.
El siguiente problema que tuvo que acometer como primer ministro fue la lucha contra las mafias organizadas que operaban con total impunidad y gran poder en todo el país, creando leyes y cuerpos específicos para combatirlas. Asimismo la situación en Kosovo se volvió irreversible, y la última propuesta de Djindjic, previendo su pérdida, fue la partición de la provincia en dos federaciones: una albanesa y otra serbia, que no fue tenida en cuenta por los altos representantes internacionales.

## Asesinato

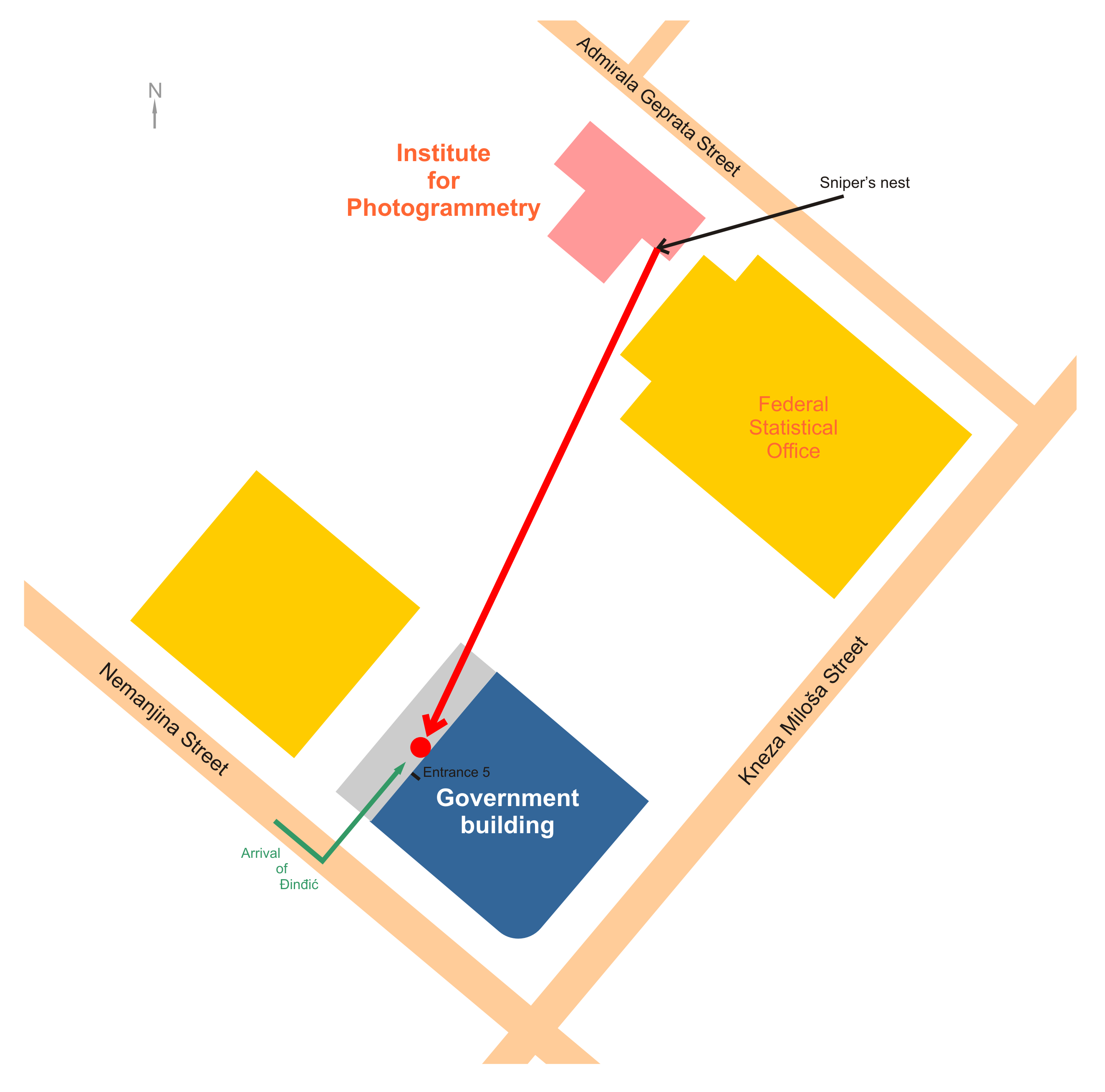
Mapa que muestra cómo se realizó el asesinato de Djindjic.

Djindjic fue asesinado al mediodía del 12 de marzo de 2003, de un disparo en la espalda y otro en el abdomen, realizados, al parecer, desde un edificio cercano cuando se dirigía a la sede del Gobierno en Belgrado. Según el Gobierno serbio, cuando llegó a la sala de emergencias no estaba consciente ni tenía pulso. Se había granjeado no pocas enemistades debido a su talante prooccidental, a sus políticas reformistas que habían visto crecer la tasa de desempleo hasta más del 30 %, a haber arrestado a Milosevic y enviarlo a La Haya y por luchar contra el crimen organizado. Los sicarios Zvezdan Jovanović, un antiguo paramilitar kosovar; como ejecutor, y Milorad Ulemek, apodado "Legija", excomandante de la Guardia Voluntaria Serbia; como organizador, fueron condenados a 40 años de cárcel cada uno como autores materiales del asesinato. Lukovic estaba relacionado con el poderoso clan Zemun de la mafia serbia, responsable de la muerte de Djindjic. En la operación policial efectuada tras el magnicidio, resultaron muertos dos de los principales jefes del clan, al resistirse a su arresto.
Natasa Micic, presidenta en funciones de Serbia, declaró el estado de emergencia inmediatamente después del asesinato. Zoran Zivkovic fue elegido por el Partido Demócrata serbio como el sucesor de Djindjic.
En medio de una enorme consternación, el 15 de marzo de 2003 Zoran Djindjic fue enterrado en el Nuevo Cementerio de Belgrado, acudiendo a sus exequias, celebradas en la catedral ortodoxa de San Sava, 70 delegaciones nacionales.
El 10 de febrero de 2012, la Policía Nacional española detuvo en Valencia a Luka Bojović, considerado organizador del asesinato, y a Vladimir Milisavljević, como autor material del mismo.